# Ryvardenia cretacea
Ryvardenia cretacea är en svampart som först beskrevs av Curtis Gates Lloyd, och fick sitt nu gällande namn av Mario Rajchenberg 1994. Ryvardenia cretacea ingår i släktet Ryvardenia och familjen Polyporaceae. Inga underarter finns listade i Catalogue of Life.